# Chrysopera quadrilunata
Chrysopera quadrilunata är en fjärilsart som beskrevs av Arnold Pagenstecher 1890. Chrysopera quadrilunata ingår i släktet Chrysopera och familjen nattflyn. Inga underarter finns listade i Catalogue of Life.